# إبينيزر آر هور
إيبينزر روكوود هور (بالإنجليزية: Ebenezer R. Hoar)‏ (21 فبراير 1816 - 31 يناير 1895) هو سياسي ومحامي أمريكي وقاضي من ماساتشوستس. تم تعيينه في منصب النائب العام للولايات المتحدة في عام 1869 من قبل الرئيس يوليسيس غرانت؛ وأصبح أول نائب عام للبلاد يتولى وزارة العدل التي أسست حديثا في يوليو 1870. عمل النائب العام هور مع الرئيس غرانت ووزير الخارجية هاميلتون فيش على القضايا الخلافية مثل تسوية تعويضات ألباما مع إنجلترا ومنع الولايات المتحدة من الاعتراف بالمقاتلين الكوبيين خلال حرب السنوات العشر. ساعد هور الرئيس غرانت في تعيين اثنين من قضاة المحكمة العليا ساعدا على إسقاط قرار يحظر المال الورقي كعملية قانونية. تم ترشيحه من قبل غرانت لملء الفراغ في المحكمة العليا، لكن مجلس الشيوخ الأمريكي رفض القرار، ويرجع ذلك جزئيا إلى استياء المجلس من مقاومة هور لتوزيع وظائف الرعاية الاتحادية دون النظر إلى إمكانات مقدم الطلب.
كان عضوان من مجلس وزراء غرانت وقتها من ماساتشوستس، هور ومعه وزير الخزانة جورج باوتويل، خلال حقبة كانت فيها مجالس الوزراء المتوازنة إقليميا هي الأساس المتوقع من قبل أعضاء مجلس الشيوخ. في يونيو 1870، طلب الرئيس غرانت من هور الاستقالة؛ أثارت استقالة هور غير المتوقعة الجدل عندما تمت طباعة رسالة استقالته من قبل الصحف الإخبارية. غادر هور منصبه في نوفمبر 1870، بعد تأكيد تعيين أموس أكرمان من جورجيا.
أتى هور من عائلة بيوريتانية بارزة استقرت في ماساتشوستس في عام 1640. وكان طالبا ذكيا منذ شبابه، ودخل كلية هارفارد من عام 1831 وتخرج في عام 1835. بعد أن امتهن التدريس وسافر إلى الغرب، عاد هور إلى كونكورد ودرس القانون، ونجح في اختبار المحاماة في عام 1839. في عام 1846، تم انتخاب هور من حزب الويغ إلى مجلس شيوخ ولاية ماساشوستس. من 1849 إلى 1855، خدم هور في محكمة ماساتشوستس للقضايا العامة. في عام 1859، تم تعيين هور لمحكمة العدل العليا في ماساتشوستس، وعمل حتى تعيينه في منصب النائب العام للبلاد في عام 1869. خدم هور بعدها في لجنة مشتركة بين الولايات المتحدة والمملكة المتحدة، التي تفاوضت على معاهدة واشنطن (1871)، والتي أسست هيئة تحكيم لتسوية تعويضات ألباما ضد المملكة المتحدة، وأسست عملية تحكيم لتسوية قضايا تجارية وإقليمية وبحرية أخرى مع دولة كندا.
كان هور عضوا في مجلس كلية هارفارد للمشرفين من عام 1868 إلى 1882. وفي عام 1872، انتخب هور كجمهوري في الكونغرس الثالث والأربعين، وبقي هناك بين عامي 1873 و1875. عاد هور بعد الكونغرس إلى عمله القانوني في كونكورد وبوسطن، وظل يعمل هناك جتى وفاته في عام 1895.

## روابط خارجية
- إبينيزر آر هور على موقع الموسوعة البريطانية (الإنجليزية)